# Seeking Major Tom
Seeking Major Tom ist das vierte Studioalbum von William Shatner. Veröffentlicht wurde die Platte am 11. Oktober 2011 in den USA beim Label Cleopatra Records.
Bei den Aufnahmen haben einige bekannte Musiker mitgewirkt, so z. B. Sheryl Crow, John Wetton, Patrick Moraz, Ritchie Blackmore, Alan Parsons, Peter Frampton, Warren Haynes, Nick Valensi, Zakk Wylde, Mike Inez, Chris Adler, Steve Howe, Michael Schenker, Dave Davies, Johnny Winter, Brad Paisley, Bootsy Collins, Carmine Appice, Ian Paice und Toots.

## Titelliste
Die meisten Stücke auf der CD haben einen Bezug zu der Figur Major Tom oder dem Weltraum bzw. zu Weltraumreisen.
1. Major Tom (Coming Home) (David Lodge/Peter Schilling)
2. Space Oddity (David Bowie)
3. In a Little While (Bono, Adam Clayton, The Edge, Larry Mullen junior)
4. Space Cowboy (Steve Miller, Ben Sidran)
5. Space Truckin’ (Ritchie Blackmore, Ian Gillan, Roger Glover, Jon Lord, Ian Paice)
6. Rocket Man (Elton John, Bernie Taupin) (previously performed by Shatner in 1978)
7. She Blinded Me with Science (Thomas Dolby, Jo Kerr)
8. Walking on the Moon (Sting)
9. Spirit in the Sky (Norman Greenbaum)
10. Bohemian Rhapsody (Freddie Mercury)
11. Silver Machine (Robert Calvert, Dave Brock)
12. Mrs. Major Tom (Kirby Ian Andersen)
13. Empty Glass
14. Lost in the Stars (Kurt Weill, Maxwell Anderson)
15. Learning to Fly (David Gilmour, Anthony Moore, Bob Ezrin, Jon Carin)
16. Mr. Spaceman (Roger McGuinn)
17. Twilight Zone (George Kooymans)
18. Struggle (William Shatner, Adam Hamilton)
19. Iron Man (Tony Iommi, Ozzy Osbourne, Geezer Butler, Bill Ward)
20. Planet Earth (Simon Le Bon, Nick Rhodes, John Taylor, Roger Taylor, Andy Taylor)